# 加爾齊希山
47°8′6″N 10°13′26″E / 47.13500°N 10.22389°E

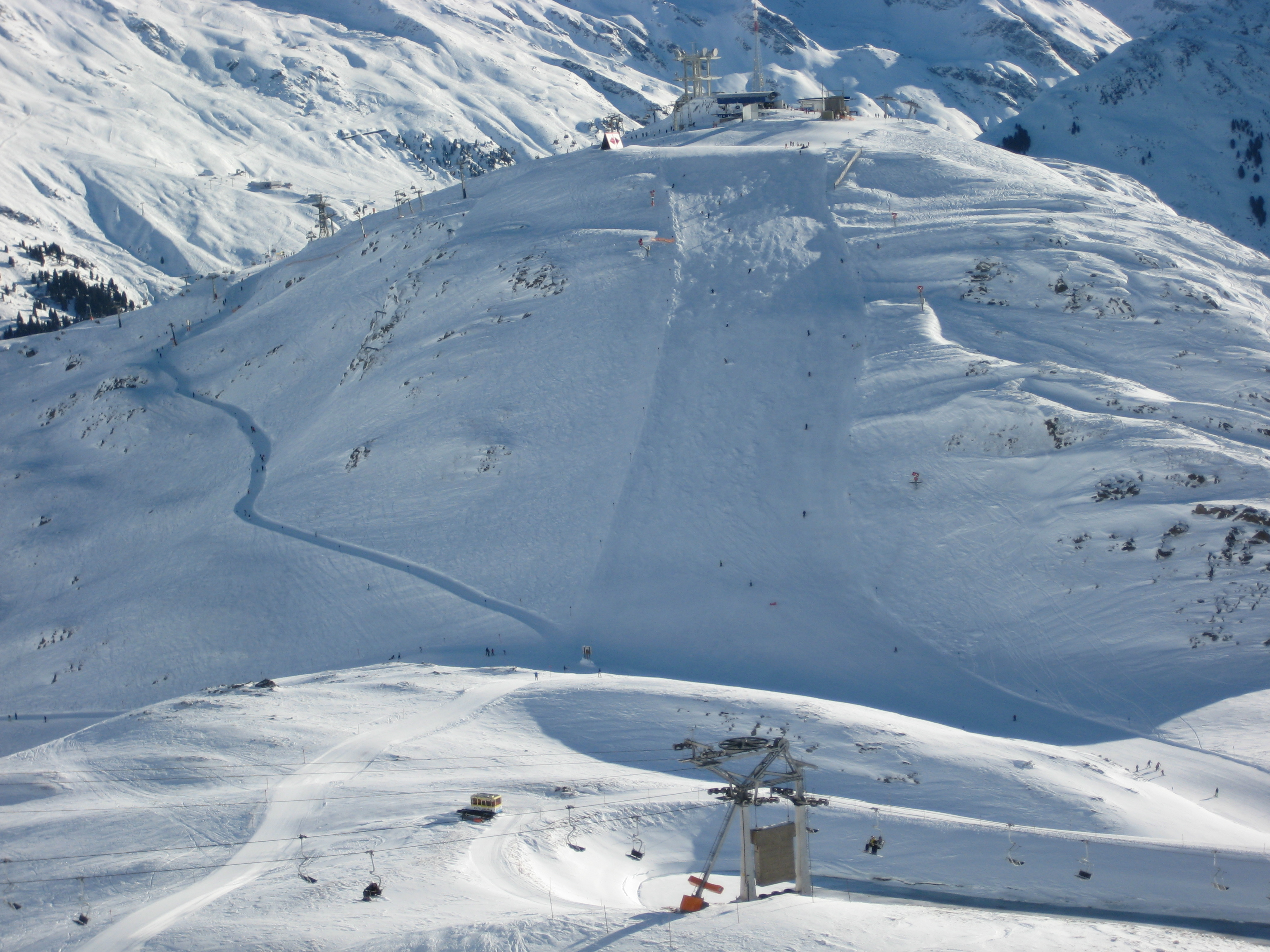

加爾齊希山（德語：Galzig），是奧地利的山峰，位於該國西部，由蒂羅爾州負責管轄，屬於萊希塔爾阿爾卑斯山脈的一部分，海拔高度2,185米，每年平均降雨量1,730毫米。